# 日比万葉
日比 万葉（ひび まよ、1996年4月3日 - ）は、日本の女子プロテニス選手。大阪府豊中市出身。WTAランキング自己最高位はシングルス166位。グラムスリー所属。

## 来歴
大阪府豊中市で生まれるが、2歳のときに父親の仕事の関係でアメリカ合衆国カリフォルニア州に移住する。
7歳でテニスを始める。10歳より1983年ウィンブルドン選手権男子シングルス準優勝者のクリス・ルイスの指導を受ける。2013年全米オープン女子ジュニアシングルスでベスト4に進出し同年にプロに転向する。
2013年全米オープンから4大大会の予選に挑戦を始める。2015年全米オープンで予選を突破し初出場した。1回戦でサラ・エラニに 0-6, 1-6 で完敗した。

## 4大大会シングルス成績
略語の説明
| W | F | SF | QF | #R | RR | Q# | LQ | A | Z# | PO | G | S | B | NMS | P | NH |

W=優勝, F=準優勝, SF=ベスト4, QF=ベスト8, #R=#回戦敗退, RR=ラウンドロビン敗退, Q#=予選#回戦敗退, LQ=予選敗退, A=大会不参加, Z#=デビスカップ/BJKカップ地域ゾーン, PO=デビスカップ/BJKカッププレーオフ, G=オリンピック金メダル, S=オリンピック銀メダル, B=オリンピック銅メダル, NMS=マスターズシリーズから降格, P=開催延期, NH=開催なし.
| 大会           | 2013 | 2014 | 2015 | 2016 | 2017 | 通算成績 |
| -------------- | ---- | ---- | ---- | ---- | ---- | -------- |
| 全豪オープン   | A    | A    | A    | LQ   | A    | –        |
| 全仏オープン   | A    | LQ   | A    | LQ   | A    | –        |
| ウィンブルドン | A    | LQ   | A    | LQ   | A    | –        |
| 全米オープン   | LQ   | A    | 1R   | LQ   | LQ   | 0–1      |